# بلوسوم روك
بلوسوم روك (بالإنجليزية: Blossom Rock)‏ هي ممثلة أمريكية، ولدت في 21 أغسطس 1895 بفيلادلفيا في الولايات المتحدة، وتوفيت في 14 يناير 1978 بلوس أنجلوس في الولايات المتحدة بسبب نوبة قلبية.

## وصلات خارجية
- بلوسوم روك على موقع IMDb (الإنجليزية)
- بلوسوم روك على موقع ألو سيني (الفرنسية)
- بلوسوم روك على موقع تيرنر كلاسيك موفيز (الإنجليزية)
- بلوسوم روك على موقع أول موفي (الإنجليزية)
- بلوسوم روك على موقع قاعدة بيانات برودواي على الإنترنت (الإنجليزية)
- بلوسوم روك على موقع قاعدة بيانات الأفلام السويدية (السويدية)
- بلوسوم روك على موقع إن إن دي بي (الإنجليزية)
- بلوسوم روك على موقع قاعدة بيانات الفيلم (الإنجليزية)
- بلوسوم روك على موقع كينوبويسك (الروسية)